# ホットガールズ・ウォンテッド: オンライン・ラブ
『ホットガールズ・ウォンテッド: オンライン・ラブ』（Hot Girls Wanted: Turned On）は、2017年4月21日に公開された6話構成のNetflix番組。2015年のドキュメンタリー映画『ホットガールズ・ウォンテッド』の続編であり、ジル・バウアー、ロナ・グラドゥス、ラシダ・ジョーンズが製作した。この番組は、ポルノグラフィ、テクノロジー、人間関係について扱っている。

## 背景
この番組は、2015年のドキュメンタリー映画『ホットガールズ・ウォンテッド』の続編で、ジル・バウアー、ロナ・グラドゥス、ラシダ・ジョーンズという同じ布陣が製作した。前作は、性産業のポジティブな側面を一切省略しているとして、業界内で批判を集めた。『オンライン・ラブ』は 2017年4月21日に公開された。

## 製作
ジョーンズは前作への批判に応えて、『オンライン・ラブ』では自身が監督した「女性上位」エピソードなどを通じて、より肯定的な「ポルノ業界には多くの物語があることを示す」ことを意図していると語った。彼女は、この番組のテーマは「自分を力付けることと自分を客観的に見ること」であると述べた。